# Joe O'Connor
Joe O'Connor (Leicester, 8 de noviembre de 1995) es un jugador de snooker inglés.

## Biografía
Nació en la ciudad inglesa de Leicester en 1995. Es jugador profesional de snooker desde 2018, año en que se proclamó campeón del English Amateur Championship. Aunque no ha ganado ningún torneo de ranking, sí fue subcampeón del Abierto de Escocia de 2022, en cuya final cayó derrotado (2-9) ante Gary Wilson. No ha logrado, hasta la fecha, hilar ninguna tacada máxima, y la más alta de su carrera está en 143.